# 保坂俊彦
保坂 俊彦（ほさか としひこ、1974年4月20日 - ）は日本の彫刻家。秋田県能代市生まれ。1998年東京藝術大学美術学部彫刻科卒業。妻は乙幡啓子。

## 人物
日本に数少ないプロ砂像彫刻家のひとり。大学在学中より各種イベントにおいて砂像の制作を始める。
卒業後 様々な素材による店舗や撮影用の美術品、ディスプレイ用オブジェなどの立体造形物、商業玩具原型等の制作を手がける。
砂では難しい人体や動物等の表現力に優れ、日本代表としてアメリカやヨーロッパで開催される砂像イベントに招待作家として参加し、制作・指導している。
現在は国内、国外の各種イベントにおいて砂像の制作、指導のほか、CM・PR用砂像の制作、イベントの総合演出、また砂の定着剤や玩具の共同開発、砂像を通し海外との交流事業への協力などを行っている。
ドイツでの世界選手権大会（2008年6月 USF World Championship at Sandfestival Ruhr）でソロ部門3位、中国での世界大会（2016年5月　中国罗田国际沙雕大赛）で準優勝。2017年5月の台湾での世界大会では優勝、アーティストチョイス賞を受賞などの受賞歴がある。
東日本大震災後の2011年5月に台湾で開催された「台湾福隆国際砂彫刻芸術季」では、台湾からの多大な支援に対する感謝の砂像を制作、現地メディアに広く取り上げられた。また、同地で2012年4月に開催された台湾初の砂像世界大会にて、審査員を務めた。

## 経歴
【最近の主な活動】
- 2017年 - 河瀬直美監督　映画「光」（第70回カンヌ国際映画祭コンペティション部門出品作）にて砂像制作
- 2017年 - フジテレビ　ドラマ「世にも奇妙な物語」にて砂像制作
- 2017年 - 映画「パワーレンジャー」PR用砂像制作
- 2017年 - 講談社「進撃の巨人」PR用砂像第2弾を制作

【過去の制作】
- 1998年 - 東京藝術大学 美術学部彫刻科を卒業。

- 1997年 - 秋田県八竜町（現 三種町）「サンドクラフトin八竜」でのイベントを機に、砂像制作を開始。
- 1998年 - 秋田県八竜町「サンドクラフトin八竜1998」にて砂像制作・指導。
- 1999年 - 青森県六ヶ所村にて砂像制作・指導。
- 1999年 - 秋田県八竜町「サンドクラフトin八竜1999」にて砂像制作・指導。
- 2000年 - 秋田県八竜町「サンドクラフトin八竜2000」にて砂像制作・指導。
- 2002年 - 秋田県八竜町「サンドクラフトin八竜2002」にて砂像制作・指導。
- 2003年 - 秋田県八竜町「サンドクラフトin八竜2003」にて砂像制作・指導。
- 2004年 - 鹿児島県加世田市「吹上浜砂の祭典」にて砂像制作。国内選手権で2位入賞。
- 2004年 - 秋田県八竜町「サンドクラフトin八竜2004」にて砂像制作・指導。
- 2005年 - カナダ・ケベックでの世界大会にて砂像制作。
- 2005年 - カナダ・ハリソンホットスプリングスでの世界大会にて砂像制作。
- 2005年 - 秋田県八竜町「サンドクラフトin八竜2005」にて砂像制作・指導。
- 2005年 - 静岡県浜松市・中田島砂丘にて砂像制作・指導。
- 2006年 - 鹿児島県南さつま市「吹上浜砂の祭典」にて、招待作家として砂像制作。
- 2006年 - 秋田県三種町「サンドクラフトinみたね2006」にて砂像制作・指導。
- 2006年 - 新潟県新潟市「サンドクラフトin新潟」にて砂像制作。
- 2006年 - 静岡県浜松市・中田島砂丘にて砂像制作・指導。
- 2007年 - 鹿児島県南さつま市「吹上浜砂の祭典」にて、招待作家として砂像制作。
- 2007年 - 新潟県柏崎市「サンドクラフトin柏崎」にて砂像制作。
- 2007年 - 秋田県三種町「サンドクラフトinみたね2007」にて砂像制作・指導。
- 2007年 - 新潟県新潟市「サンドクラフトin新潟」にて砂像制作。
- 2008年 - ドイツ・ベルリン「USF World Championship at Berlin」に参加。
- 2008年 - ドイツ・ルール「USF World Championship at Sandfestival Ruhr」においてソロ部門第3位を獲得。
- 2008年 - 千葉県旭市にて砂像制作。
- 2008年 - 秋田県三種町「サンドクラフトinみたね2008」にて砂像制作・指導。
- 2008年 - 新潟県新潟市「サンドクラフトin新潟」にて砂像制作。
- 2009年 - 鹿児島県南さつま市「吹上浜砂の祭典」にて、招待作家として砂像制作。
- 2009年 - ドイツ・ベルリン「USF World Championship at Berlin」に参加。
- 2009年 - 茨城県日立市「ひたちサンドアート･フェスティバル～砂でアートを感じてみませんか！！～」にて砂像制作。
- 2009年 - 千葉県旭市にて砂像制作。
- 2009年 - 秋田県三種町「サンドクラフトinみたね2009」にて砂像制作・指導。
- 2009年 - 新潟県新潟市「サンドクラフトin新潟」にて砂像制作。
- 2010年 - 台湾・福隆「福隆砂彫芸術季 Sand Sculpture Festival」にて砂像制作・指導。
- 2010年 - 秋田県三種町「サンドクラフトinみたね2010」にて砂像制作・指導。
- 2010年 - 兵庫県赤穂市「赤穂しおばなまつり」にて、塩のみを使った日本初の巨大塩像を制作。
- 2011年 - 台湾・福隆「福隆砂彫芸術季 Sand Sculpture Festival」にて砂像制作・指導。東日本大震災への台湾による義援活動に対して、記念砂像を制作。
- 2011年 - 茨城県日立市「ひたちサンドアートフェスティバル2011」にて砂像制作。
- 2011年 - 秋田県三種町「サンドクラフトinみたね2011」にて砂像制作・指導。
- 2012年 - 台湾・南投「南投 猫羅渓畔 沙彫藝術節」にて砂像制作。
- 2012年 - 台湾・福隆「福隆砂彫芸術季 Sand Sculpture Festival」にて砂像制作・世界大会の審査を担当。
- 2012年 - 台湾・台南「2012一見雙雕藝術季」にて塩像制作・指導。
- 2012年 - 北海道石狩市「いしかりサンドパーク2012」にて砂像制作。
- 2012年 - 茨城県日立市「ひたちサンドアートフェスティバル2012」にて砂像制作。
- 2012年 - 秋田県三種町「サンドクラフトinみたね2012」にて砂像制作・指導。
- 2012年 - 兵庫県神戸市「須磨海岸マナー向上キャンペーン」にて砂像制作・指導。
- 2013年 - 台湾・台南「2013一見雙雕藝術季」にて塩像制作・指導。
- 2013年 - 台湾・福隆「福隆砂彫芸術季 Sand Sculpture Festival」にて砂像制作を担当。
- 2013年 - 兵庫県神戸市「須磨海岸マナー向上キャンペーン」にて砂像制作・指導。
- 2013年 - 茨城県日立市「ひたちサンドアートフェスティバル2013」にて砂像制作。
- 2013年 - 秋田県三種町「サンドクラフトinみたね2013」にて砂像制作・指導。
- 2013年 - 日清食品「カップヌードル」PR用砂像制作
- 2013年 - 講談社「進撃の巨人」PR用砂像制作
- 2013年-2015年 - 「千葉サンドアート」にて制作、指導。
- 2014年-2015年 - 千葉県鴨川市「砂の彫刻コンテスト鴨川」にて制作。
- 2014年 - 沖縄県宜野湾市「海煌祭」にて沖縄初の大型砂像を制作。
- 2015年 - 千葉市幕張「JAPAN JAM BEACH2015」にて制作。
- 2015年 - 台湾高雄市「旗津黑沙玩藝節」にて制作。
- 2015年 - 「新宿クリエイターズ・フェスタ」にて東宝「ゴジラ」を制作。
- 2015年 - 大阪市北区「おおさかカンヴァス2015　たたかう芸術祭」にて制作。
- 2016年 - 台湾桃園市「巧克力共和国」にて制作。
- 2016年 - 中国武漢にて制作。
- 2016年 - 台湾台南市「2016一見雙雕藝術季」にて制作。
- 2016年 - 千葉県旭市「あさひ砂の彫刻美術展・砂の大恐竜展」にて総合演出を担当。企画、制作、指導。
- 2016年 - 中国上海　「金山国际沙雕展」　にて制作。
- 2016年 - 中国武漢にて開催された砂像国際コンテスト　中国罗田国际沙雕大赛 にて準優勝。
- 2016年 - マレーシア　ジョホールバル「malaysia-international-sand-sculpture-festival」にて制作。
- 2017年 - 台湾 新北市 「2017東北角金沙奇緣　藍灣框外藝術季」にて制作。
- 2017年 - 台湾 福隆 「福隆國際沙雕藝術季2017」砂像世界大会にて優勝、アーティストチョイス賞 受賞
- 2017年 - 香川県坂出市　「さかいで港まつり」にて塩の彫刻を制作。
- 2017年 - 北海道石狩市 「石狩サンドフェスティバル」にて制作。
- 2017年 - 神奈川藤沢市にて映画「パワーレンジャー」PR用砂像を制作。
- 2017年 - 千葉県旭市 「あさひ砂の彫刻美術展2017」にて制作。
- 2017年 - 愛知県田原市 「たはらサンドアートフェスティバル」にて指導。
- 2017年 - 秋田県三種町 「サンドクラフトinみたね2017」にイベントプロデューサーとして参加、制作。
- 2017年 - 神奈川藤沢市にて講談社「進撃の巨人」PR用砂像 第2弾を制作。

その他
- ミュージックビデオ用に砂像を制作。
- 雑誌広告用砂像の制作。

他、テレビ・ラジオ・雑誌等各種媒体にて紹介される。